# Haplotaxodon trifasciatus
Haplotaxodon trifasciatus és una espècie de peix de la família dels cíclids i de l'ordre dels perciformes.

## Morfologia
- Els mascles poden assolir 16,2 cm de longitud total i les femelles 17,29.[3][4]

## Hàbitat
És una espècie de clima tropical que viu entre 5-30 m de fondària.

## Distribució geogràfica
Es troba a Àfrica: Zàmbia.